# Play All
Play All est un moteur de jeu propriétaire conçu par un groupe de cinq studios de développement de jeux vidéo français : Darkworks, Kylotonn, Load Inc., White Birds Productions et Wizarbox. Démarré en 2007, il a notamment été financé par le Ministère de l'Économie, des Finances et de l'Emploi. Le projet a été financé à hauteur de 13 millions d'euros.
Ce projet de recherche et développement visait à créer un moteur qui concurrencerait l'UnrealEngine et autres moteurs de jeux reconnus comme performants dans l'industrie du jeu vidéo. Il était destiné à toutes les plateformes du moment comme la Xbox 360, le PC, la PS3 et les plateformes mobiles.
La mise sur le marché du moteur aurait échoué notamment à cause de la disparition de Darkworks, un des acteurs majeurs du projet. Par un manque d'informations, il est impossible de savoir si le moteur est encore utilisé aujourd'hui par ses entreprises créatrices.
Kylotonn est l'unique entreprise encore en activité faisant partie des collaborateurs actifs durant le développement officiel de PlayAll, et utilisant aujourd'hui un moteur nommé par l'entreprise " KT Engine ". L'entreprise produisait des jeux au moment du développement de PlayAll, et certains employés développeurs ayant travaillé sur PlayAll sont toujours présents au sein de l'entreprise au mois de Mars 2022.
PlayAll ne dispose ni de site web ni d'informations publiques récentes quant à son statut.

## Acteurs du projet
Parmi les entreprises et institutions ayant collaboré au projet, on retrouve :
- Darkworks ;
- Kylotonn ;
- Load Inc. ;
- Wizarbox ;
- White Birds ;
- Cap Digital ;
- At Once ;
- Bionatics ;
- SpirOps ;
- Voxler ;
- CNAM ;
- Télécom Paris ;
- ENJMIN ;
- LIP6 ;
- Liris.